# Adolf Hartwieg

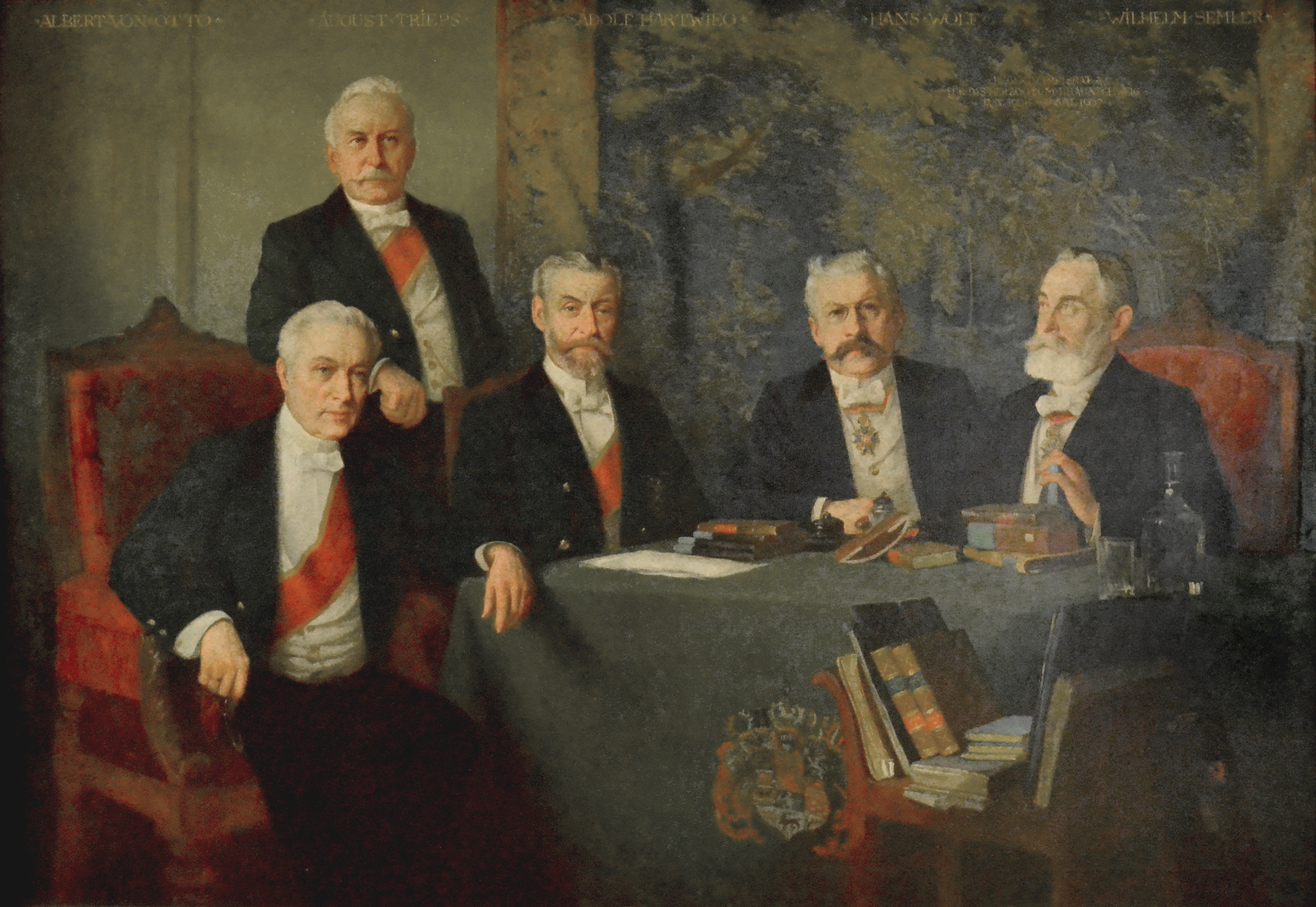
Die Mitglieder des zweiten Braunschweigischen Regentschaftsrates (v. l. n. r.): Albert von Otto, August Trieps, Adolf Hartwieg, Hans Wolf und Wilhelm Semler (Gemälde von Moritz Röbbecke von 1909).

Adolf Hartwieg (* 19. Januar 1849 in Gittelde; † 9. Januar 1914 in Braunschweig) war ein deutscher Jurist, Wirklicher Geheimer Rat und Innenminister des Herzogtums Braunschweig.

## Leben
Der Sohn eines Landarztes wuchs in Lutter am Barenberge auf und besuchte in Hildesheim das Gymnasium Andreanum, wo er als Musterschüler galt. Nach dem Jurastudium und dem Ersten Staatsexamen ging Hartwieg zunächst an das Amtsgericht nach Lutter am Barenberge. Anschließend wechselte er zur Staatsanwaltschaft nach Gandersheim. Nach weiteren kurzen Aufenthalten beim Stadtgericht in Wolfenbüttel sowie bei der Polizei in Braunschweig, wurde Hartwieg im Alter von 25 Jahren zum Bürgermeister von Helmstedt gewählt. Nachdem er dort erfolgreich die Verwaltung reorganisiert hatte, wurde er 1879 als Ministerialsekretär in die Regierung des Herzogtums Braunschweig berufen. 1882 wurde Hartwieg zum Regierungsrat befördert. Durch seine Arbeit erwarb er sich das Vertrauen des Regenten des Herzogtums, Prinz Albrecht von Preußen, der ihn 1889 zum Wirklichen Geheimen Rat und zum Innenminister ernannte. Hartwieg war von 1906 bis 1907 Mitglied des zweiten Braunschweigischen Regentschaftsrates. Politisch befand er sich im Konflikt mit dem vorsitzenden Braunschweigischen Minister Albert von Otto, der wie er Mitglied des Regentschaftsrates war. 1911 trat Hartwieg dessen Nachfolge an.
Hartwieg machte sich um die Regelung der Thronfolge im Herzogtum Braunschweig verdient und versuchte, allerdings vergeblich, das Wahlrecht zu Gunsten der Arbeiterklasse zu reformieren. Wirtschaftspolitisch schuf er die Grundlagen für die Gründung der Handwerkskammer Braunschweig. Hartwieg war überzeugter Protestant und stark karitativ engagiert, so zum Beispiel beim Evangelischen Verein und beim Marienstift.
Für seine Verdienste wurde ihm der Titel „Exzellenz“ verliehen. Adolf Hartwieg war verheiratet mit Helene, geborene Culemann, mit der er mehrere Kinder hatte, darunter der Offizier Wilhelm Hartwieg (s. u. „Literatur“), der Verwaltungsjurist und Schmetterlingskundler Fritz Hartwieg und der Ingenieur Gottfried Hartwieg. Hartwieg starb kurz vor seiner Verabschiedung an einer nicht auskurierten Lungenentzündung. Sein Grab befindet sich auf dem Magni-Friedhof.